# Dingen van de dag
Dingen van de Dag was de actualiteitenrubriek op de VARA-radio. In 1946 werd de rubriek opgericht. De journalisten kregen de opdracht mee vooral die politieke ontwikkelingen die in het belang waren van de PvdA voor het voetlicht te brengen. De rubriek zond uit op de zenders Hilversum 1 en Hilversum 2 wanneer de VARA zendtijd had.
In later jaren werd de betrokkenheid met de PvdA minder en was het niet meer vanzelfsprekend dat er alleen aan de PvdA aandacht werd geschonken, maar ook aan andere politieke partijen.
Spraakmakend was midden jaren 50 het eerste straatinterview door Arie Kleijwegt met gewone mensen in Amsterdam over het Plan-Kaasjager, waarin een aantal grachten gedempt zou moeten worden ten behoeve van het autoverkeer. De mensen keurden het plan vrijwel allemaal af en het was nog niet eerder voorgekomen dat men zich zo verzette tegen de autoriteiten. Het plan vond dan ook geen doorgang.
In de jaren 70 en 80 heeft de rubriek ook uitzendingen gehad in onder meer de Hilversum 3-programma's Gesodemeurders en Holland wordt wakker.
Medewerkers in de loop der jaren waren onder meer Frits Bom, Joep Bonn, Kees Buurman, Kees Driehuis, Piet van den Ende, Nico Haasbroek, Wim Hoogendoorn, Ruud Jans, Jacques de Jong , Arie Kleijwegt, Jeroen Pauw, Koos Postema, Henk van Stipriaan, Jan de Troye, Paul Witteman en Hans Zoet.
In 1987 ging het programma op in de nieuwe actualiteitenrubriek De Edities met daarvoor de naam van de dag zoals   Woensdageditie, vrijdageditie of zondagdageditie.